# 片岡利明
片岡 利明（かたおか としあき、1948年〈昭和23年〉6月1日 - ）は、日本のテロリスト。東アジア反日武装戦線「狼」の構成員。確定死刑囚。現在の姓は「益永」。東京都出身。

## 人物
開成高校から二浪して法政大学文学部史学科に入学。その後、ベトナムに平和を!市民連合（ベ平連）に参加し、バプテスト教会改革運動を行なう。全共闘運動を経て、大道寺将司と出会い、東アジア反日武装戦線に参加。自身が関与したグループ「狼」の名付け親である。1973年（昭和48年）4月から職業訓練校の機械科で爆弾製造に必要な技術知識を身につける。その後、爆弾製造の中心的役割をあたり、三菱重工爆破事件をはじめとする連続企業爆破事件を起こす。1975年（昭和50年）5月19日に逮捕される。起訴
最高裁において1987年（昭和62年）3月24日に死刑が確定した。このとき、「人の命のかかった裁判を書類上の"事務"として右から左に片付けてしまう最高裁判事たちの態度に激しい怒りを禁じ得ない」と表明した。
死刑執行されていないのは、かつての「狼」メンバーであり、連続企業爆破事件に関与した佐々木規夫および大道寺あや子が、日本赤軍が起こした2件のテロ脅迫事件（クアラルンプール事件・ダッカ日航機ハイジャック事件）の際、日本赤軍側の要求を呑んだ日本政府による超法規的措置として出獄し、海外において日本赤軍に合流後の消息が不明となっており、裁判が終了していないためとされている。
2025年（令和7年）時点で、片岡は死刑囚として東京拘置所に収監されている。

## 著作
- 『爆弾世代の証言―東京拘置所・死刑囚監房から』（三一書房 1985年）
- 『囚人の権利』（統一獄中者組合出版部 1986年）  アメリカ自由人権協会発行ハンドブックの訳著